# Le Combat marxiste
 (novembre 2017).
Si vous disposez d'ouvrages ou d'articles de référence ou si vous connaissez des sites web de qualité traitant du thème abordé ici, merci de compléter l'article en donnant les références utiles à sa vérifiabilité et en les liant à la section « Notes et références ».
Le Combat marxiste était un courant marxiste et révolutionnaire au sein de la Section française de l'Internationale ouvrière (SFIO), qui éditait une revue du même nom. 
Le Combat Marxiste présente différentes motions aux congrès de la SFIO. Par ailleurs, Le Combat Marxiste s'allie à l'occasion avec la tendance Bataille Socialiste de Jean Zyromski et Marceau Pivert. 
Les militants du Combat marxiste étaient également à l'origine de l'éphémère société d'éditions Nouveau Prométhée.

## Naissance
Fondée par des militants ayant quitté le Cercle communiste démocratique, la revue mensuelle a connu 30 numéros, d'octobre 1933 à avril 1936. La rédaction déclarait militer pour une « régénération marxiste-révolutionnaire » de la SFIO, dénonçant le « réformisme » qui « glisse vers un nationalisme étroit ». En même temps, Le Combat Marxiste rejetait « la nocivité du bolchevisme, devenu la succursale d'une dictature bureaucratico-policière » (extraits du numéro 1).

## Contributeurs
Les principaux rédacteurs de la revue étaient Marcelle Pommera, Wolf Epstein, Julien Coffinet, Lucien Laurat, René Michaud, M. Yvon (pseudonyme de Robert Guiheneuf).

## Prises de position
Le Combat marxiste traite de l'actualité, du marxisme (« Le marxisme est la synthèse de la théorie et de l’action », no 2), présente des informations critiques sur l'Union des républiques soviétiques socialistes (URSS), dénonçant « la dictature stalienne » et un régime « soi-disant socialiste » (no 9). Dans le no 15, Marcelle Pommera écrit : « Entre Lénine et Marx, il faut choisir. »
Certains articles soutiennent le « planisme », défini entre autres par le socialiste belge Henri de Man. Dans le no 12, Salomon Schwarz analyse l'URSS comme un capitalisme d'État. 
À la suite des accords Laval-Staline de 1935, Le Combat marxiste publie un tract contre ce reniement et contre son acceptation par le Parti communiste français, tract qui se conclut par le mot d’ordre : « À bas les « communistes de guerre » ! ». Dans le no 27, la revue qualifie Pierre Laval d'« homme du fascisme extérieur comme du fascisme intérieur ».

## Disparition
La revue fut arrêtée pour des raisons financières. Certains rédacteurs fondèrent alors la revue Idée et action, sous-titrée « Revue mensuelle du Mouvement socialiste et syndicaliste international » (qui dura moins d’un an). 